# Friedrich Ludwig Johann Schaaf
Friedrich Ludwig Johann Schaaf (* 16. März 1806 in Wallau; † 2. Februar 1869 in Grünberg) war Kreisrat im Großherzogtum Hessen.

## Familie
Der Vater hieß ebenfalls Friedrich Ludwig Schaaf und war Lehrer in Wallau, die Mutter, Sophie Christine, war eine geborene Göbel. Friedrich Ludwig Johann Schaaf heiratete 1849 oder 1850 Henriette von Gottschalk (* 8. Juni 1828).

## Karriere
Friedrich Ludwig Johann Schaaf begann seine Beamtenlaufbahn als Akzessist. 1842 wurde er Kreissekretär (stellvertretender Kreisrat) im Kreis Grünberg, 1843 im Kreis Offenbach und noch im gleichen Jahr im Kreis Hungen. Mit der durch die Revolution von 1848 im Großherzogtum Hessen ausgelösten Verwaltungsreform wurden Regierungsbezirke gebildet und die Kreise aufgelöst. Friedrich Ludwig Johann Schaaf wurde Mitglied des kollegial organisierten Führungsgremiums des Regierungsbezirks Biedenkopf. Dort waren seine Kollegen Adolf Karl Friedrich Wilhelm Trapp, als Direktor, und Theodor Goldmann. Mit dem Sieg der Reaktion unter Ministerpräsident Reinhard Carl Friedrich von Dalwigk wurde die Verwaltungsreform 1852 wieder rückgängig gemacht, die alte Verwaltungsstruktur weitgehend wieder hergestellt und der Regierungsbezirk Biedenkopf aufgelöst. Die Stelle von Schaaf in Biedenkopf entfiel. Er erhielt dafür im Mai 1852 die eines Kreisassessors im Kreis Alsfeld und schon einen Monat später die gleiche Funktion im Kreis Nidda, 1855 im Kreis Bensheim. Dort wurde er 1858/59 kommissarisch Kreisrat und war 1863–1865 kommissarischer Kreisrat des Kreises Erbach. Ab 1865 war er Kreisrat des Kreises Grünberg.